# John Carne
John Carne (Penzance, 18 giugno 1789 – Penzance, 19 aprile 1844) è stato un viaggiatore e scrittore inglese.

## Biografia
Nasce Cornovaglia quarto di cinque fratelli. Il padre, William Carne (1754-1836), era un mercante, banchiere e armatore a Penzance dove morì il 4 luglio 1836 a 81 anni.
John Carne fu membro del Queens' College di Cambridge sia prima sia dopo i suoi viaggi all'estero. Nel 1826 divenne diacono, ma non fu mai sacerdote, ad eccezione di un breve periodo in Svizzera a Vevey. Il suo primo viaggio iniziò il 26 marzo 1821 alla volta di Costantinopoli, la Grecia e la Terra Santa, al ritorno in Inghilterra cominciò a pubblicare i resoconti dei suoi viaggi. Morì a Penzance il 19 aprile 1844 ed è sepolto a Gulvald.

## Opere
- (EN) Letters from Switzerland and Italy, London, Colburn and Bentley, 1834.